# アース・スターノベル大賞
アース・スターノベル大賞（アース・スターノベルたいしょう）は、アース・スターノベルと小説家になろうが共同開催しているライトノベルを対象とした文学賞である。

## 概要
アース・スターノベル設立4周年を記念して作られた文学賞で、特定の作品タグにつけることで応募が可能となっている。
「大人が嬉しいエンタメ小説」であることのみを応募条件としている本賞はアース・スターノベルと小説投稿サイト「小説家になろう」が共同開催しており、アース・スターノベルにとってはレーベルとして初めて執り行う文学賞となっている。
第1回は賞が大賞・佳作・入選の3つであったが、第2回からは奨励賞が追加され大賞・佳作・入選・奨励賞の4つとなった。第3回からは賞が大賞・審査員賞・入選と再度3つとなったほか、コミカライズ部門が新設され、コミカライズ大賞とコミカライズ入選の2つが追加された。第4回から前後期制となった。第5回から賞が大賞・佳作・入選・コミカライズ賞・奨励賞の5つとなり、各賞毎にノベル部門・ルナ部門が設けられた。第6回からはそれまでの前期・後期をそれぞれ1回と独立してカウントするようになった。第7回からは賞がグランプリ・金賞・銀賞・奨励賞・コミカライズ賞となり、ノベル部門・ルナ部門の区別が廃止された。
受賞作品は全て書籍化が確約されるが、グランプリと金賞は複数巻に渡り書籍化され、さらにグランプリはコミカライズが確約される。

## 入賞作品一覧
作品名にリンクがあるのは書籍化済みで、改題された作品は括弧内に記載。
| 回数                 | 賞                          | タイトル | 著者                                                       | 応募総数 | 出典                 |
| -------------------- | --------------------------- | --- | ---------------------------------------------------------- | -------- | -------------------- |
| 第1回 （2019年）     | 大賞                        | 私の従僕 | トール                                                     | 5629     | [ 3 ] [ 2 ]          |
| 第1回 （2019年）     | 大賞                        | 反逆のソウルイーター 〜弱者は不要といわれて剣聖（父）に追放されました〜 | 玉兎                                                       | 5629     | [ 3 ] [ 2 ]          |
| 第1回 （2019年）     | 佳作                        | 贅沢三昧したいのです! （贅沢三昧したいのです! 転生したのに貧乏なんて許せないので、魔法で領地改革） | みわかず                                                   | 5629     | [ 3 ] [ 2 ]          |
| 第1回 （2019年）     | 佳作                        | ホムンクルスはROMらない 〜異世界にいるホムンクルスがレス返ししてきた件〜 | 五月雨きょうすけ                                           | 5629     | [ 3 ] [ 2 ]          |
| 第1回 （2019年）     | 入選                        | 元英雄は平民として暮らしたい! 〜勇者パーティを理不尽に追い出された俺。これを機に田舎で暮らし始めたけど、周りが俺をほっといてくれない | 茨木野                                                     | 5629     | [ 3 ] [ 2 ]          |
| 第1回 （2019年）     | 入選                        | 転生前は男だったので逆ハーレムはお断りしております | 森下りんご                                                 | 5629     | [ 3 ] [ 2 ]          |
| 第1回 （2019年）     | 入選                        | 優しさしか取り柄がない僕だけど、幻の超レアモンスターを助けたら懐かれちゃったみたい | ねこ鍋                                                     | 5629     | [ 3 ] [ 2 ]          |
| 第1回 （2019年）     | 入選                        | ヴェルシュタイン公爵の再誕 〜オジサマとか聞いてない。〜 | 藤原都斗                                                   | 5629     | [ 3 ] [ 2 ]          |
| 第1回 （2019年）     | 入選                        | 怪力魔法ウォーリア系転生TSアラサー不老幼女新米侍女 | Leni                                                       | 5629     | [ 3 ] [ 2 ]          |
| 第1回 （2019年）     | 入選                        | 最強魔王のドラゴン赤ちゃん育児戦記 | あけちともあき                                             | 5629     | [ 3 ] [ 2 ]          |
| 第2回 （2020年）     | 大賞                        | ヘルモード 〜やり込み好きのゲーマーは廃設定の異世界で無双する〜 | ハム男                                                     | 4251     | [ 4 ] [ 5 ]          |
| 第2回 （2020年）     | 佳作                        | 姉に言われるがままに特訓をしていたら、とんでもない強さになっていた弟 〜やがて最強の姉を超える〜 | 吉田杏                                                     | 4251     | [ 4 ] [ 5 ]          |
| 第2回 （2020年）     | 佳作                        | 町人Aは悪役令嬢をどうしても救いたい | 一色孝太郎                                                 | 4251     | [ 4 ] [ 5 ]          |
| 第2回 （2020年）     | 佳作                        | 最強エルフたちと送る最高のスローライフ〜転生した200年後の世界の中心にいたのは、かつて俺に仕えていた6人のエルフでした〜 | 破綻郎                                                     | 4251     | [ 4 ] [ 5 ]          |
| 第2回 （2020年）     | 入選                        | インチキ聖女と言われたので、国を出てのんびり暮らそうと思います | 日之影ソラ                                                 | 4251     | [ 4 ] [ 5 ]          |
| 第2回 （2020年）     | 入選                        | 葉隠桜は嘆かない | 玖洞                                                       | 4251     | [ 4 ] [ 5 ]          |
| 第2回 （2020年）     | 奨励賞                      | 無自覚聖女は今日も無意識に力を垂れ流す 〜今代の聖女は姉ではなく、妹の私だったみたいです〜 | あーもんど                                                 | 4251     | [ 4 ] [ 5 ]          |
| 第2回 （2020年）     | 奨励賞                      | 大江戸コボルト （大江戸コボルト -幻想冒険奇譚 江戸に降り立った犬獣人-） | ふーろう/風楼 （風楼）                                     | 4251     | [ 4 ] [ 5 ]          |
| 第2回 （2020年）     | 奨励賞                      | 偽典・演義 〜とある策士の三國志（仮）〜 （偽典・演義 〜とある策士の三國志〜） | 仏ょも                                                     | 4251     | [ 4 ] [ 5 ]          |
| 第3回 （2021年）     | 大賞                        | 辺境の貧乏伯爵に嫁ぐことになったので領地改革に励みます | 花波薫歩                                                   | 7252     | [ 6 ] [ 15 ]         |
| 第3回 （2021年）     | コミカライズ大賞            | 灼熱の魔女はお熱いのがお好き?魔力ゼロの無能だと追放された公爵令嬢、災厄級の温めスキルで最強の温泉領地を経営する〜戻ってこいと言われても絶対に嫌です。あれ、気づいたら実家が没落してた〜 （灼熱の魔女様の楽しい温泉領地経営 〜追放された公爵令嬢、災厄級のあたためスキルで世界最強の温泉帝国を築きます〜） | 海野アロイ                                                 | 7252     | [ 6 ] [ 15 ]         |
| 第3回 （2021年）     | 審査員賞                    | 灼熱の魔女はお熱いのがお好き?魔力ゼロの無能だと追放された公爵令嬢、災厄級の温めスキルで最強の温泉領地を経営する〜戻ってこいと言われても絶対に嫌です。あれ、気づいたら実家が没落してた〜 （灼熱の魔女様の楽しい温泉領地経営 〜追放された公爵令嬢、災厄級のあたためスキルで世界最強の温泉帝国を築きます〜） | 海野アロイ                                                 | 7252     | [ 6 ] [ 15 ]         |
| 第3回 （2021年）     | 審査員賞                    | 没落令嬢の幸せ農場〜最愛の人と辺境開拓スローライフ〜 | 殿水結子                                                   | 7252     | [ 6 ] [ 15 ]         |
| 第3回 （2021年）     | 審査員賞                    | 外れスキル「世界図書館」による異世界の知識と始める『産業革命』〜ファイアーアロー?うるせえ、こっちはライフルだ!!〜 | 高野ケイ                                                   | 7252     | [ 6 ] [ 15 ]         |
| 第3回 （2021年）     | 審査員賞                    | エルフさんの魔法料理店 | 夜塊織夢                                                   | 7252     | [ 6 ] [ 15 ]         |
| 第3回 （2021年）     | 入選                        | 嫁き遅れだと追放された聖女ですが、拾い主の伯爵様に全力で甘やかされています （追放された聖女ですが、実は国中から愛されすぎてて怖いんですけど!?） | 榛名丼                                                     | 7252     | [ 6 ] [ 15 ]         |
| 第3回 （2021年）     | 入選                        | 錬金術は魔法より圧倒的に強い〜転生した最強の錬金術師は、劣等とされる錬金術で無双する〜 （若返りの錬金術師 〜史上最高の錬金術師が転生したのは、錬金術が衰退した世界でした〜） | えぞぎんぎつね                                             | 7252     | [ 6 ] [ 15 ]         |
| 第3回 （2021年）     | 奨励賞                      | モブ令嬢テサシア・ノーザランは理想の恋を追い求めない。 | ξ˚⊿˚)ξ ＜ただのぎょー（Gyo￥0-） （ξ˚⊿˚)ξ ＜ただのぎょー） | 7252     | [ 6 ] [ 15 ]         |
| 第3回 （2021年）     | 奨励賞                      | 悪役転生者の生存戦略〜ギャルゲーの悪役に転生してしまったので、主人公とヒロインをくっつけようとしてるだけなのに……頼むからお互いにもう少しだけ興味をもってくれ〜 （悪役転生者の生存戦略〜ゲームキャラに転生したら死亡フラグ（）に囲まれていました〜）                                                       | 高葉瑞穂                                                   | 7252     | [ 6 ] [ 15 ]         |
| 第3回 （2021年）     | 奨励賞                      | 万魔の主の魔物図鑑 | Mr.ティン                                                  | 7252     | [ 6 ] [ 15 ]         |
| 第4回前期 （2022年） | 審査員賞                    | 夫婦で営むモンスターファーム〜目指せ、まったりスローライフ〜 | 三田白兎                                                   | 4575     | [ 8 ] [ 16 ] [ 17 ]  |
| 第4回前期 （2022年） | 審査員賞                    | 転生したら最愛の家族にもう一度出会えました 〜前世のチートで美味しいごはんをつくります〜 （転生したら最愛の家族にもう一度出会えました 前世のチートで美味しいごはんをつくります） | あやさくら                                                 | 4575     | [ 8 ] [ 16 ] [ 17 ]  |
| 第4回前期 （2022年） | 審査員賞                    | 悪役姫は今日も迷宮に潜る | くずもち                                                   | 4575     | [ 8 ] [ 16 ] [ 17 ]  |
| 第4回後期 （2022年） | 審査員賞                    | 転生少年の錬金術師道 | ルケア                                                     | 8009     | [ 8 ] [ 18 ] [ 19 ]  |
| 第4回後期 （2022年） | 審査員賞                    | 化け物になろうオンライン〜暴食吸血姫の食レポ日記〜 （化け物になろうオンライン〜本日のメインディッシュは勇者一行です〜） | 蒼井茜                                                     | 8009     | [ 8 ] [ 18 ] [ 19 ]  |
| 第4回後期 （2022年） | 審査員賞                    | 私、異世界で精霊になりました。なんだか最強っぽいけど、ふわふわ気楽に生きたいと思います | かっぱん                                                   | 8009     | [ 8 ] [ 18 ] [ 19 ]  |
| 第4回後期 （2022年） | 審査員賞                    | ボクは55歳の転生皇子さま! （ボクは光の国の転生皇子さま! 〜ボクを溺愛すりゅ仲間たちと精霊の加護でトラブル解決でしゅ〜） | 撫羽                                                       | 8009     | [ 8 ] [ 18 ] [ 19 ]  |
| 第5回前期 （2023年） | アース・スター ルナ大賞     | お出かけ先は異世界ですか? （お出かけ先は異世界ですか?〜神様召喚に巻き込まれ、幼女モモ（16歳）は美形騎士団に愛されちゅう!〜） | 天川七                                                     | 4767     | [ 20 ] [ 21 ] [ 22 ] |
| 第5回前期 （2023年） | アース・スター ノベル佳作   | 特殊ギフト「亜空間ホテル」で異世界をのんびり探索しよう | 風と空                                                     | 4767     | [ 20 ] [ 21 ] [ 22 ] |
| 第5回前期 （2023年） | アース・スター ノベル入選   | 神様なんか信じてないけど、【神の奇跡】はぶん回す 〜自分勝手に魔法を増やして、異世界で無双する（予定）〜 （神様なんか信じてないけど、【神の奇跡】はぶん回す 〜自分勝手に魔法を増やして、異世界で無双する〜）                                                                                               | リウト銃士                                                 | 4767     | [ 20 ] [ 21 ] [ 22 ] |
| 第5回前期 （2023年） | コミカライズ賞              | 神様なんか信じてないけど、【神の奇跡】はぶん回す 〜自分勝手に魔法を増やして、異世界で無双する（予定）〜 （神様なんか信じてないけど、【神の奇跡】はぶん回す 〜自分勝手に魔法を増やして、異世界で無双する〜）                                                                                               | リウト銃士                                                 | 4767     | [ 20 ] [ 21 ] [ 22 ] |
| 第5回後期 （2023年） | アース・スター ノベル大賞   | 異世界は猫と共に 〜システムエンジニアは失われた古代の魔法理論を解析し、魔法具界に革命を起こす | ぱげ                                                       | 不明     | [ 20 ] [ 23 ] [ 24 ] |
| 第5回後期 （2023年） | アース・スター ノベル佳作   | 冒険者の始まりの街でキャンプギアを売ってスローライフ〜アウトドアショップin異世界店、本日オープン!〜 | タジリユウ                                                 | 不明     | [ 20 ] [ 23 ] [ 24 ] |
| 第5回後期 （2023年） | アース・スター ノベル入選   | おっさん村長の辺境飯〜転生者バンドール・エデルシュタット、異世界にてかく生きれり〜 | タツダノキイチ                                             | 不明     | [ 20 ] [ 23 ] [ 24 ] |
| 第5回後期 （2023年） | コミカライズ賞              | おっさん村長の辺境飯〜転生者バンドール・エデルシュタット、異世界にてかく生きれり〜 | タツダノキイチ                                             | 不明     | [ 20 ] [ 23 ] [ 24 ] |
| 第5回後期 （2023年） | アース・スター ノベル入選   | 信長の嫁、はじめました 〜ポンコツ魔女の戦国内政伝〜 | 九條葉月                                                   | 不明     | [ 20 ] [ 23 ] [ 24 ] |
| 第5回後期 （2023年） | アース・スター ルナ佳作     | 転生後はのんびりと | 弓立歩                                                     | 不明     | [ 20 ] [ 23 ] [ 24 ] |
| 第6回 （2024年）     | アース・スター ノベル佳作   | 二度目はタの付く自由業 | 仏ょも                                                     | 不明     | [ 25 ] [ 26 ] [ 27 ] |
| 第6回 （2024年）     | アース・スター ノベル入選   | 織田家の悪役令嬢 〜今世はのんびり過ごすはずがなぜか『女孔明』と呼ばれてます〜 | 小鳥遊真                                                   | 不明     | [ 25 ] [ 26 ] [ 27 ] |
| 第6回 （2024年）     | アース・スター ノベル奨励賞 | 創作料理屋リューガ〜飯炊き係は不要と追放された後、姉妹に頼まれ創作料理屋を始めました | SHO / 神楽圭                                               | 不明     | [ 25 ] [ 26 ] [ 27 ] |
| 第6回 （2024年）     | アース・スター ルナ佳作     | 侯爵令嬢アリアレインの追放 | しろうるり                                                 | 不明     | [ 25 ] [ 26 ] [ 27 ] |
| 第6回 （2024年）     | アース・スター ルナ入選     | ちっちゃな私の二度目の人生、今度こそは幸せに | 一ノ谷鈴                                                   | 不明     | [ 25 ] [ 26 ] [ 27 ] |
| 第6回 （2024年）     | アース・スター ルナ奨励賞   | 元貴族の四兄弟はくじけない! 〜追い出されちゃったけど、おっきいもふもふと一緒に家族を守るのだ!〜 | 撫羽                                                       | 不明     | [ 25 ] [ 26 ] [ 27 ] |
| 第6回 （2024年）     | コミカライズ賞              | 元貴族の四兄弟はくじけない! 〜追い出されちゃったけど、おっきいもふもふと一緒に家族を守るのだ!〜 | 撫羽                                                       | 不明     | [ 25 ] [ 26 ] [ 27 ] |
| 第7回 （2024年）     | グランプリ                  | 異世界で、夫の愛は重いけど可愛い子どもをほのぼの楽しく育てたい | サイ                                                       | 不明     | [ 28 ] [ 29 ] [ 30 ] |
| 第7回 （2024年）     | 金賞                        | 貴婦人たちの噂話は今日も楽しい | もちづき裕                                                 | 不明     | [ 28 ] [ 29 ] [ 30 ] |
| 第7回 （2024年）     | 銀賞                        | 転生令嬢は米作りがしたい〜従妹の身代わりに醜い辺境伯に嫁がされましたが、とても幸せに暮らしています〜 | 沙寺絃                                                     | 不明     | [ 28 ] [ 29 ] [ 30 ] |
| 第7回 （2024年）     | 奨励賞                      | 魔法少年になった仙人じいちゃんの驀進譚（ばくしんたん） | 相有枝緖                                                   | 不明     | [ 28 ] [ 29 ] [ 30 ] |
| 第7回 （2024年）     | 奨励賞                      | 即死モブ転生からの成り上がり ――バグ技＆底辺社畜力でひっそり生きてたら、主人公のハーレム要員がなぜか全員ついてきたんだが。主人公は王道歩んで魔王倒せよ。こっちはまったり暮らすから | 猫目少将                                                   | 不明     | [ 28 ] [ 29 ] [ 30 ] |
| 第7回 （2024年）     | 奨励賞                      | 婚約破棄を言い放つ令息の母親に転生！でも安心してください。軌道修正してハピエンにいたします！ | 一番星キラリ                                               | 不明     | [ 28 ] [ 29 ] [ 30 ] |